# العلاقات الوسط إفريقية القطرية
العلاقات الوسط أفريقية القطرية هي العلاقات الثنائية التي تجمع بين جمهورية أفريقيا الوسطى وقطر.

## مقارنة بين البلدين
هذه مقارنة عامة ومرجعية للدولتين:
| وجه المقارنة                                              | جمهورية أفريقيا الوسطى      | قطر           |
| --------------------------------------------------------- | --------------------------- | ------------- |
| المساحة (كم2)                                             | 622.98 ألف                  | 11.44 ألف     |
| عدد السكان (نسمة)                                         | 4.66 مليون                  | 2.64 مليون    |
| الكثافة السكانية (ن./كم²)                                 | 7.48                        | 230.77        |
| العاصمة                                                   | بانغي                       | الدوحة        |
| اللغة الرسمية                                             | لغة فرنسية، اللغة السانغوية | اللغة العربية |
| العملة                                                    | فرنك وسط أفريقي             | ريال قطري     |
| الناتج المحلي الإجمالي (بليون دولار)                      | 1.95 مليار                  | 167.61 مليار  |
| الناتج المحلي الإجمالي (تعادل القوة الشرائية) بليون دولار | 3.03 مليار                  | 316.40 مليار  |
| الناتج المحلي الإجمالي الاسمي للفرد دولار أمريكي          | 323                         | 73.65 ألف     |
| الناتج المحلي الإجمالي للفرد دولار أمريكي                 | 594                         | 141.54 ألف    |
| مؤشر التنمية البشرية                                      | 0.350                       | 0.850         |
| رمز المكالمات الدولي                                      | +236                        | +974          |
| رمز الإنترنت                                              | .cf                         | .qa           |
| المنطقة الزمنية                                           | ت ع م+01:00                 | ت ع م+03:00   |

## منظمات دولية مشتركة
يشترك البلدان في عضوية مجموعة من المنظمات الدولية، منها:
| علم المنظمة | اسم المنظمة                               | تاريخ انضمام جمهورية أفريقيا الوسطى | تاريخ انضمام قطر |
| ----------- | ----------------------------------------- | ----------------------------------- | ---------------- |
|             | يونسكو                                    | 11 نوفمبر 1960                      | 27 يناير 1972    |
|             | وكالة ضمان الاستثمار متعدد الأطراف        | 8 سبتمبر 2000                       | 22 أكتوبر 1996   |
|             | الأمم المتحدة                             | 20 سبتمبر 1960                      | 21 سبتمبر 1971   |
|             | الاتحاد البريدي العالمي                   | ?                                   | ?                |
|             | البنك الدولي للإنشاء والتعمير             | 10 يوليو 1963                       | 25 سبتمبر 1972   |
|             | الاتحاد الدولي للاتصالات                  | 2 ديسمبر 1960                       | 27 مارس 1973     |
|             | منظمة حظر الأسلحة الكيميائية              | ?                                   | ?                |
|             | مؤسسة التمويل الدولية                     | 1 أبريل 1991                        | 11 أكتوبر 2008   |
|             | المركز الدولي لتسوية المنازعات الاستشارية | 14 أكتوبر 1966                      | 20 يناير 2011    |
|             | منظمة التجارة العالمية                    | ?                                   | ?                |
|             | منظمة الشرطة الجنائية الدولية             | ?                                   | ?                |

## وصلات خارجية
- موقع وزارة الخارجية القطرية